# Egon Parbo
Egon Parbo (* 2. Apriljul. / 15. April 1910greg. in Tallinn, Gouvernement Estland; † 24. April 1942 in der Region Swerdlowsk, Sowjetunion) war ein estnischer Fußball- und Basketballspieler.

## Karriere
Egon Parbo wurde 1910 in Tallinn, der Hauptstadt des Gouvernements Estland, als Sohn von Jaan Parbo (1876–1920) und seiner Frau Ann(a) Parbo (geb. Rehfeldt 1877–1961) geboren. Er hatte drei Brüder Elmar (1908–1968), Hermann (1913–1984) und Leo(n) (1914–1920).
Im Alter von 15 Jahren trat Egon Parbo in seinen ersten Sportverein ein. Im Jahr 1927 machte er den Abschluss am Jakob Westholmi Gümnaasium in Tallinn. Anfang der 1930er begann Parbo seine Fußballkarriere als Mittelfeldspieler beim JK Tallinna Kalev. Gleich in der ersten Saison 1930 gewann er mit der Mannschaft die Meisterschaft. Im selben Jahr gewann Parbo mit der Basketballmannschaft des Verein ebenso den Titel, sowie ein Jahr später. Ab 1933 spielte er für JS Estonia Tallinn, mit dem er sechsmal die Estnische Meisterschaft gewinnen konnte.
Im Juli 1931 debütierte Parbo in der Estnischen Nationalmannschaft gegen Lettland in Riga. In seinem dritten Länderspiel gegen Litauen im Juni 1934 erzielte er seinen ersten und einzigen Treffer im Nationaltrikot.
Parbo nahm an Qualifikationsspielen zur Weltmeisterschaft 1934 sowie bei der Qualifikation für die 3. Weltmeisterschaft 1938 teil. Mit der Auswahl seines Heimatlandes gewann er den Baltischen Pokal bei der Austragung 1938.
Für Estlands Fußballnationalmannschaft kam Egon Parbo auf insgesamt 24 Einsätze, bei denen er 1 Tor erzielte.

## Privatleben
Egon Parbo arbeitete im Privatleben bei der estnischen Polizei.

## Tod
Egon Parbo wurde nach der sowjetischen Besetzung Estlands im Zweiten Weltkrieg, wie viele andere Esten auch, zwischen 1940 und 1941 im stalinistischen Gulag-System deportiert. Er starb im Alter von 32 Jahren in der sowjetischen Region Swerdlowsk.

## Erfolge
im Basketball:

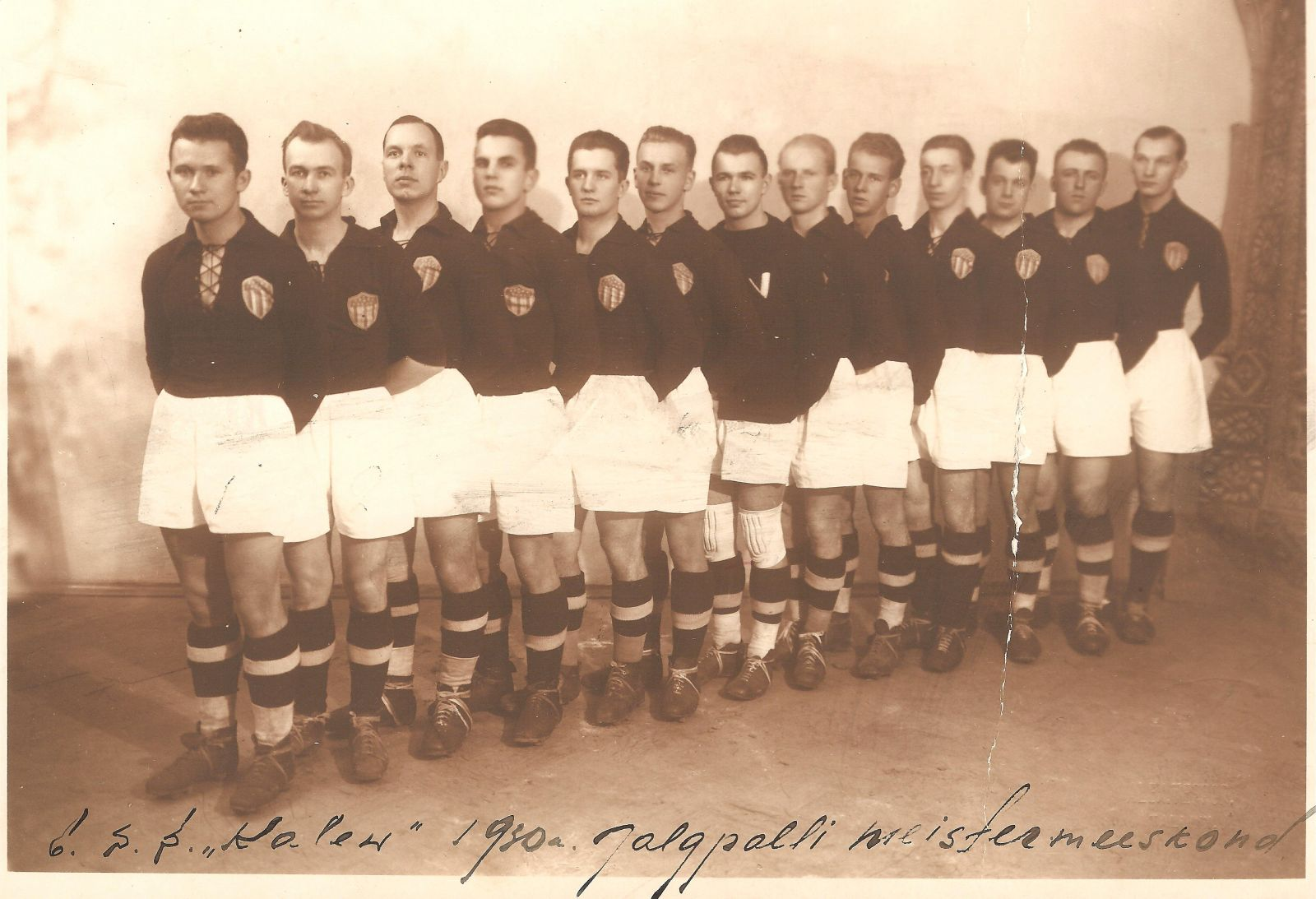
Die Meistermannschaft von 1930

- Estnischer Meister: 1930, 1931

im Fußball:
- Baltic Cup: 1938
- Estnischer Meister: 1930, 1933, 1934, 1935, 1936, 1937/38, 1938/39